# Swainsona formosa
Swainsona formosa là một loài thực vật có hoa trong họ Đậu. Loài này được (G.Don) J.Thompson miêu tả khoa học đầu tiên.

## Hình ảnh

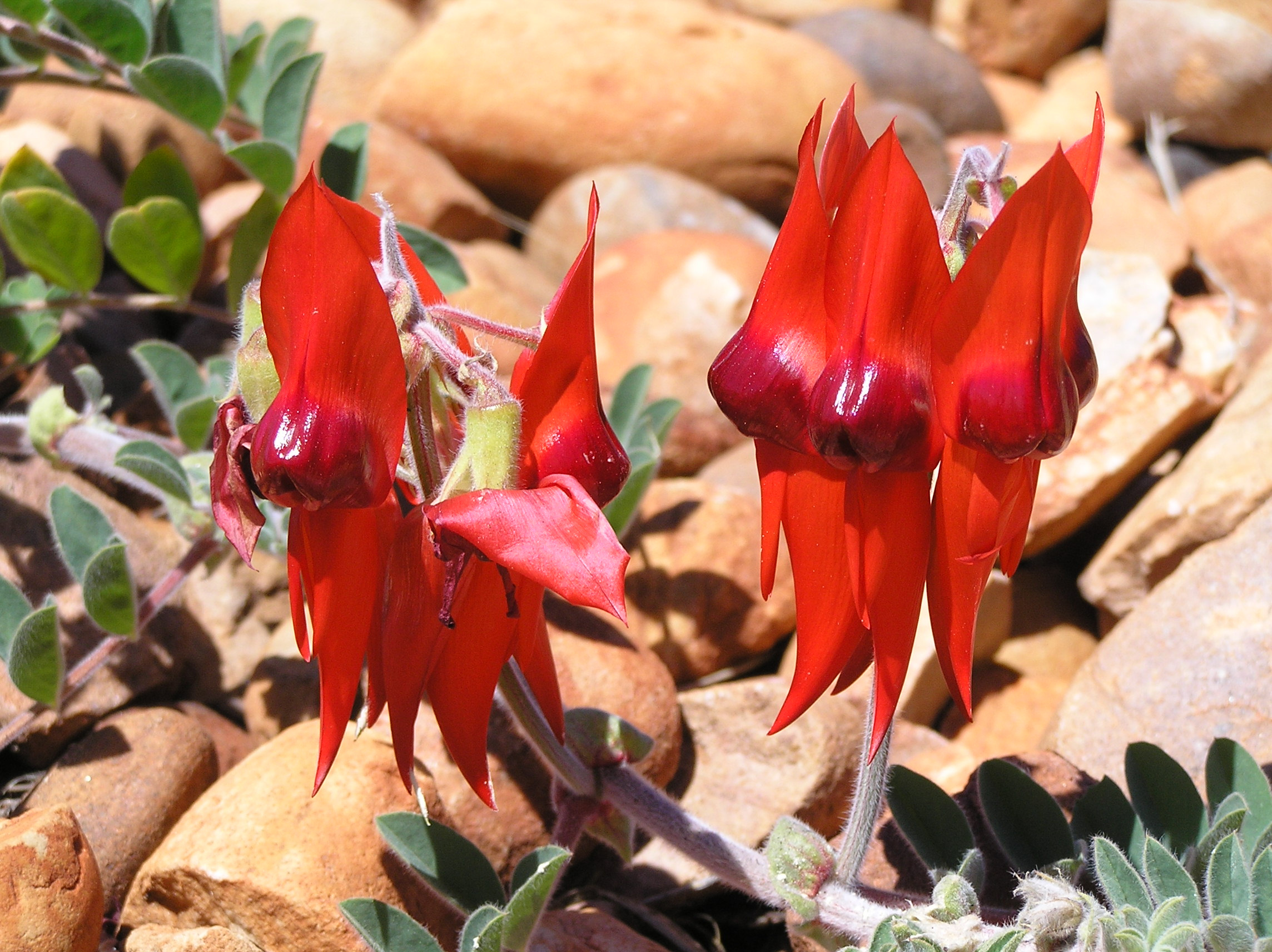
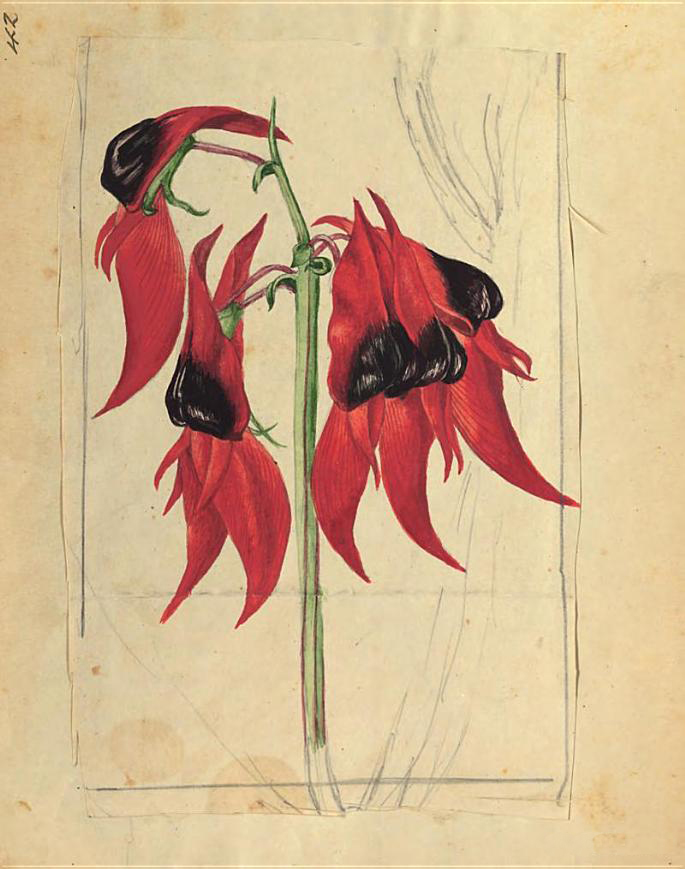
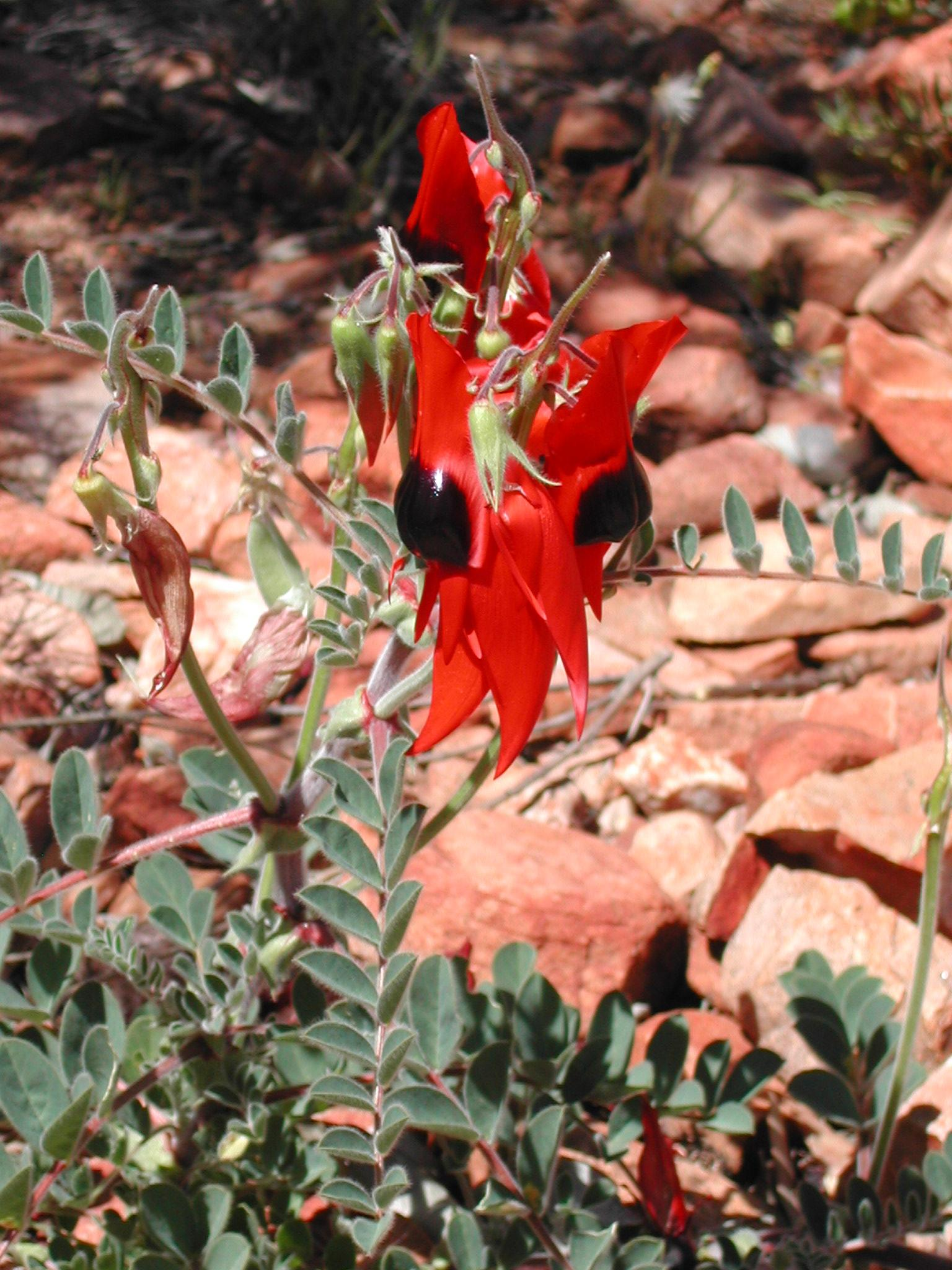
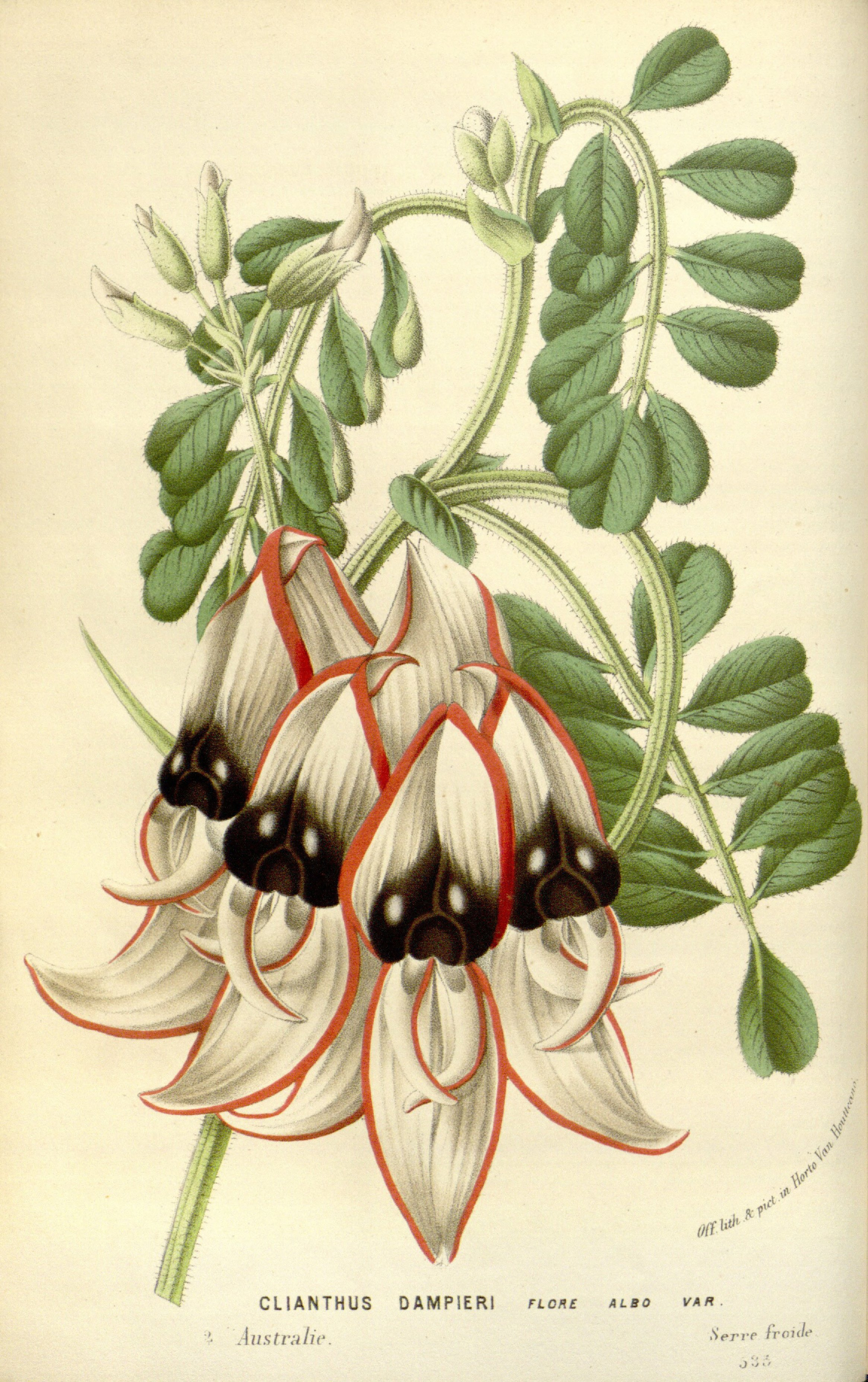